# Beat Hefti
Beat Hefti (n. 3 februarie 1978, Herisau, Cantonul Appenzell Extern, Elveția) este un bober ce a reprezentat Elveția, medaliat olimpic. A participat la 4 ediții ale Jocurilor Olimpice (2002, 2006, 2010, 2014) în care a câștigat o medalie de aur și 3 medalii de bronz.